# Red dirt (musique)
Pour l’article homonyme, voir Red Dirt.
Le red dirt est une variante de la country, c'est-à-dire du country mélangé avec du rock 'n' roll, ou de l'americana. Le Red Dirt vient principalement des États de l'Oklahoma et du Texas, mais il fait fureur un peu partout aux États-Unis, et surtout auprès des jeunes, car cette musique est peut-être plus accessible que la country traditionnelle. Les leaders de ce mouvement sont Stoney Larue, Cross Canadian Ragweed, Jason Boland & the Stragglers et Kevin Fowler.